# Salen
Salen je označení pro tetradentátní C2 symetrický ligand získávaný reakcí salicylaldehydu (sal) s ethylendiaminem (en). Tento název se také používá pro strukturně podobné látky, hlavně pro bis-Schiffovy báze. Salen a podobné ligandy mohou vytvářet komplexy s mnoha různými kovy, čímž lze často připravit stabilní sloučeniny kovů v různých oxidačních číslech. Tyto komplexy salenu s kovy nacházejí využití jako katalyzátory v organické syntéze.

## Příprava a vlastnosti

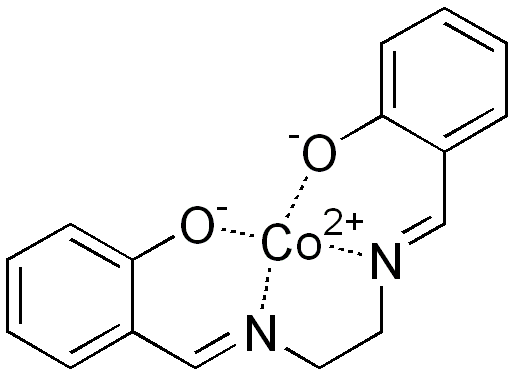
Salkomin, komplex salenu a kobaltu

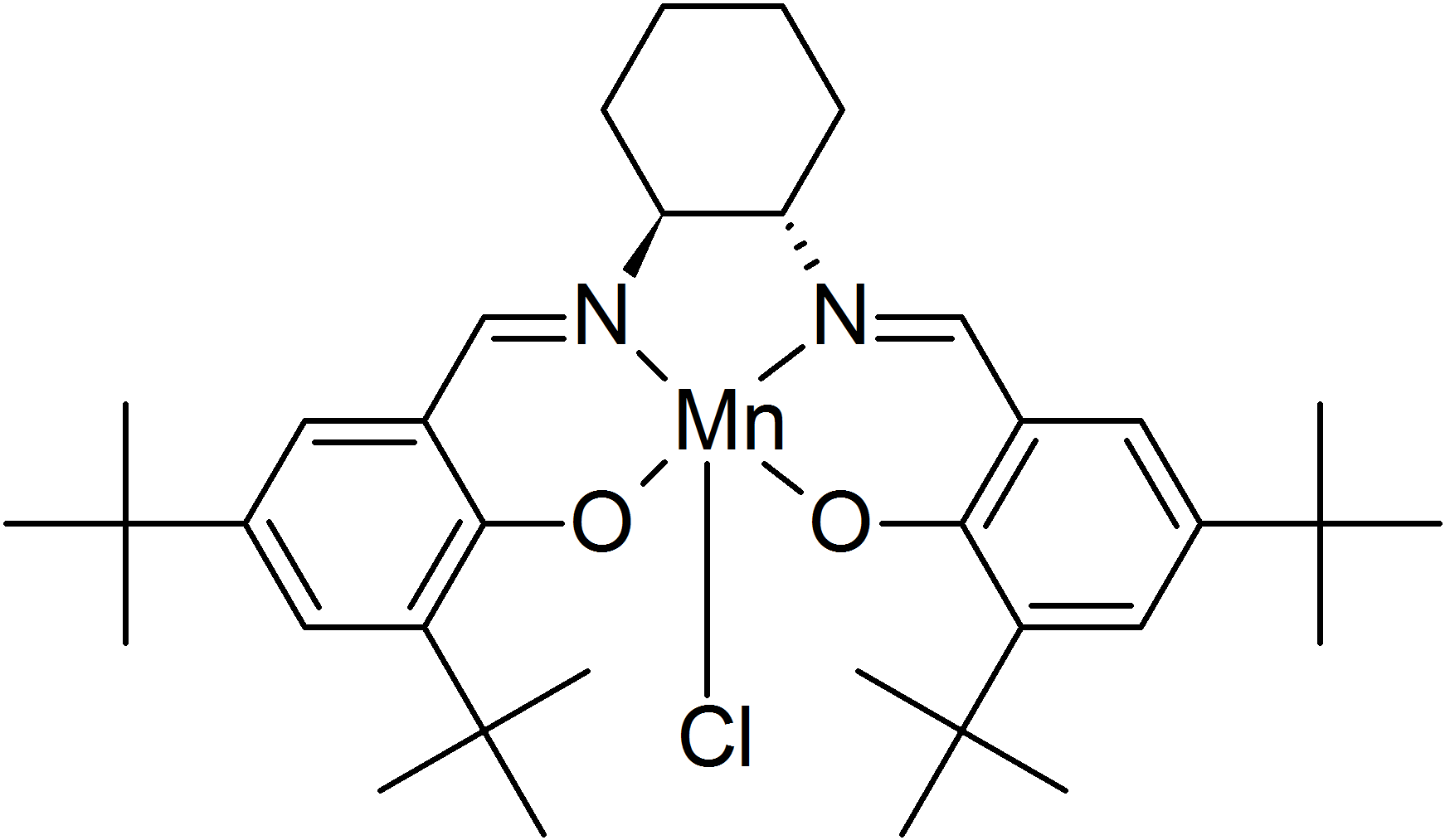
Jacobsenův katalyzátor tvořený komplexem salen-Mn

H2salen lze připravit kondenzační reakcí ethylendiaminu se salicylaldehydem.
Komplexy salenu s kationty kovů lze připravit, aniž by byly izolovány z reakční směsi, a to díky vysoké stabilitě komplexu v důsledku chelatace:
H2L + Mn+ → ML(n-2)+ + 2H+, kde L je ligand. Pyridinový adukt komplexu uCo(salen)(py) (salkominu) má čtvercově pyramidální strukturu a může sloužit jako přenašeč dikyslíku, jelikož vytváří nestabilní osmistěnný komplex s O2.

## Podobné ligandy

Příprava a komplexace Jägerova ligandu

Název „salenové ligandy“ se také používá pro tetradentátní ligandy s podobnou strukturou. Příkladem může být salpn, kde je na můstek spojující atomy dusíku navázána methylová skupina; tato látka se používá jako aditivum v motorových palivech, kde zachytává kovy.
Přítomnost objemných skupin v blízkosti koordinačního centra může navyšovat katalytickou aktivitu komplexu, zabraňovat jeho dimerizaci a navyšovat rozpustnost v nepolárních rozpouštědlech jako je pentan. Tuto vlastnost mají například salenové ligandy odvozené od 3,5-di-terc-butylsalicylaldehydu. Chirální salenové ligandy lze vytvořit vhodnou substitucí diaminové skupiny, benzenových jader nebo obou těchto částí molekuly; jako příklad lze uvést ligand získaný kondenzací trans-1,2-diaminocyklohexanu s 3,5-di-terc-butylsalicylaldehydem. Chirální ligandy je možné využít při asymetrické syntéze, například v Jacobsenově epoxidaci.
Reakcí ethylendiaminu s acetylacetonem vznikají tetradentátní ligandy s obecným označením acacen. Komplexy [Co(acacen)L2]+ selektivně inhibují aktivitů proteinů obsahujících histidin skrz výměnu axiálních ligandů. Tyto látky by mohly být využity k inhibici onkogeneze.
Salan a salalenové ligandy se strukturou podobají salenovým, ale mají jednu nebo dvě nasycené (aminové namísto iminových) vazby mezi dusíky a aryly. Oproti odpovídajícím salenovým ligandům mají větší elektronovou hudtotu na kovových centrech. Salany lze připravit alkylací příslušného aminu arylhalogenidem. Existují také „polosalenové“ ligandy, ty mají pouze jednu salicyliminovou skupinu. Připravují se reakcemi salicylaldehydu s monoaminy.
Jako „salenové ligandy“ nebo ligandy „salenového typu“ se označují jiné ligandy s podobnými strukturami v okolí chelačního místa, konkrétně dva kyselé hydroxyly a dvě Schiffovy báze (aryliminové skupiny). Patří sem mimo jiné salph, který vzniká kondenzací salicylaldehydu s o-fenylendiaminem a salqu, jenž se vytváří reakcí salicylaldehydu s 2-chinoxalinolem.